# Bassalt
Bassalt är ett vattenkraftverk i Lagan i Laholms kommun i Halland, strax väster om gränsen till Småland. Kraftstationen med en fallhöjd på 10 meter byggdes 1910 av Sydsvenska Kraftaktiebolaget och utvidgades 1921.